# Gjánéndra
Gjánéndra Bír Bikram Šáh Déva (nepálsky: ज्ञानेन्द्र वीर बिक्रम शाह; * 7. července 1947) je bývalým (a posledním) nepálským králem. Panoval nejdříve v letech 1950–1951, poté ještě v letech 2001–2008. Jeho druhá vláda započala po masakru, během kterého bylo zabito několik členů královské rodiny včetně tehdejšího krále Biréndry. Po Biréndrovi se formálně na několik dní chopil trůnu Dípéndra, který však 4. června 2001 zemřel na následky zranění, jež si sám způsobil, a nepálský trůn tak připadl Gjánéndrovi. Konec Gjánéndrovy vlády byl poznamenán vzestupem maoistů, kteří v roce 2008 vyhráli volby a v Nepálu nastal konec monarchie.